# Unzen
Unzen je aktivní sopka, nacházející se na ostrově Kjúšú (poloostrov Šimabara) v Japonsku, asi 40 km východně od města Nagasaki. Známá je největší sopečnou katastrofou v Japonsku - v roce 1792 vyvolal kolaps jednoho z lávových dómů tsunami, které si vyžádaly přibližně 15 000 obětí na životech.
Poloostrov Šimbara je vulkanicky aktivní asi milion let. Sopka začala rapidně růst před 200 000 lety. Četné andezitové a dacitové lávové proudy, dómy a pyroklastika vytvořily poměrně komplexní vulkanickou strukturu s několika vulkanickými centry.
Po katastrofě v roce 1792 se sopka delší dobu neozvala a byla pokládána za vyhaslou. Až v listopadu roku 1989 se nejdříve zemětřeseními a později i freatickými erupcemi (listopad 1990) probrala k životu. Erupce nevyvrhly velké objemy lávy, ovšem množství pyroklastik si nakonec vyžádalo evakuaci a 3. června 1991 usmrtil pyroklastický proud, který seběhl po úbočí, skupinu 43 vědců a novinářů, mezi nimi i známé vulkanology Katiu a Maurice Krafftovy. Erupce pokračovaly až do roku 1995, zničily asi 2 000 domů. Vzhledem ke své minulosti a blízkosti k obydleným oblastem je zapsána do seznamu Decade Volcanoes, podobně jako dalších patnáct světových sopek.  